# سراب نرم
سراب نرم، روستایی از توابع بخش بیرانوند شهرستان خرم‌آباد در استان لرستان ایران است. روستای بزرگ سراب نرم خود به چند روستای کوچکتر به نام های سرسراب،انجیره،ملکه،گردکانه،چغادرمیان،نورکه وغیره تقسیم می شود که همگی  از طایفه تاری بیرانوند می باشند،طایفه طاری دارای هفت تیره می‌باشد که هشتاد درصد جمعیت آن در بروجرد و بیست درصد جمعیت آن در خرم آباد می باشد

## جمعیت
این روستا در دهستان بیرانوند شمالی قرار دارد و براساس سرشماری مرکز آمار ایران در سال ۱۳۸۵، جمعیت آن 15 خانوار بوده‌است.